# A Washington Huskies férfilabdarúgó-csapata
A Washington Huskies férfilabdarúgó-csapata a Pac-12 Conference tagjaként az NCAA I-es divíziójában képviseli a Washingtoni Egyetemet. A csapat vezetőedzője Jamie Clark.

## Vezetőedzők
| Edző            | Aktív évek |
| --------------- | ---------- |
| Ron Jepson      | 1963–64    |
| Derek Mallinson | 1965       |
| Mike Ryan       | 1966–76    |
| Mike O’Malley   | 1977–79    |
| Frank Gallo     | 1980–82    |
| Denny Buck      | 1983–84    |
| Ron Carter      | 1984–91    |
| Dean Wurzberger | 1992–2010  |
| Jamie Clark     | 2011–      |

## Eredmények szezononként
| Szezon                                                                                | Eredmény                                        | Eredmény                                        | Helyezés                                        | Továbbjutás                                     |
| Szezon                                                                                | Összesített                                     | Konferencia                                     | Helyezés                                        | Továbbjutás                                     |
| Vezetőedző: Dean Wurzberger (Pac-12, 1992–2010)                                       | Vezetőedző: Dean Wurzberger (Pac-12, 1992–2010) | Vezetőedző: Dean Wurzberger (Pac-12, 1992–2010) | Vezetőedző: Dean Wurzberger (Pac-12, 1992–2010) | Vezetőedző: Dean Wurzberger (Pac-12, 1992–2010) |
| ------------------------------------------------------------------------------------- | ----------------------------------------------- | ----------------------------------------------- | ----------------------------------------------- | ----------------------------------------------- |
| 1997                                                                                  | 16–3–2                                          | 4–2                                             | –                                               | NCAA                                            |
| 1998                                                                                  | 8–8–2                                           | 3–5–2                                           | –                                               | NCAA                                            |
| 1999                                                                                  | 15–5–2                                          | 3–5–2                                           | 1.                                              | NCAA                                            |
| 2000                                                                                  | 14–6–0                                          | 7–1                                             | 1.                                              | NCAA                                            |
| 2001                                                                                  | 13–6–0                                          | 4–4                                             | 3.                                              | NCAA                                            |
| 2002                                                                                  | 6–10–3                                          | 4–5                                             | 5.                                              | –                                               |
| 2003                                                                                  | 13–5–2                                          | 5–4–1                                           | 3.                                              | NCAA                                            |
| 2004                                                                                  | 11–7–2                                          | 4–3–1                                           | 2.                                              | NCAA                                            |
| 2005                                                                                  | 10–7–2                                          | 3–5–2                                           | 5.                                              | –                                               |
| 2006                                                                                  | 13–7–1                                          | 4–5–1                                           | 5.                                              | NCAA                                            |
| 2007                                                                                  | 9–8–4                                           | 3–4–3                                           | 5.                                              | NCAA                                            |
| 2008                                                                                  | 8–8–2                                           | 3–5–2                                           | 4.                                              | –                                               |
| 2009                                                                                  | 5–7–6                                           | 2–3–5                                           | 5.                                              | –                                               |
| 2010                                                                                  | 10–4–1                                          | 4–3–0                                           | 3.                                              | –                                               |
| Eredmény:                                                                             | 136–80–22                                       | 51–43–12                                        | –                                               | –                                               |
| Vezetőedző: Jamie Clark (Pac-12, 2011–)                                               |                                                 |                                                 |                                                 |                                                 |
| 2011                                                                                  | 9–4                                             | 6–3                                             | 2.                                              | –                                               |
| 2012                                                                                  | 13–5–3                                          | 7–1–2                                           | 2.                                              | NCAA                                            |
| 2013                                                                                  | 17–2–4                                          | 7–1–2                                           | 1.                                              | NCAA                                            |
| 2014                                                                                  | 12–5–2                                          | 5–4–1                                           | 3.                                              | NCAA                                            |
| 2015                                                                                  | 8–5–6                                           | 4–3–3                                           | 3.                                              | –                                               |
| 2016                                                                                  | 14–7                                            | 7–4                                             | 2.                                              | NCAA                                            |
| 2017                                                                                  | 12–7–1                                          | 5–4–1                                           | 3.                                              | NCAA                                            |
| 2018                                                                                  | 12–7–1                                          | 6–4–0                                           | 3.                                              | NCAA                                            |
| 2019                                                                                  | 15–3                                            | 8–1                                             | 1.                                              | NCAA                                            |
| Eredmény:                                                                             | 112–45–18                                       | 55–26–9                                         | –                                               | –                                               |
| Összesen:                                                                             | 248–125–40                                      | –                                               | –                                               | –                                               |
| Jelmagyarázat: Konferenciaszezon-bajnok Konferenciaszezon- és konferenciatorna-bajnok |                                                 |                                                 |                                                 |                                                 |

## Seattle Cup
A Seattle Cup a Washington Huskies és a Seattle Redhawks labdarúgócsapatai közötti mérkőzéssorozatban elnyerhető díj. A táblázatban a lila színű cellák a Huskies, a vörösek pedig a Redhawks győzelmét jelzik.

| Dátum                | Helyszín | Eredmény |
| -------------------- | -------- | -------- |
| 1967. október 6.     | UW       | 3–0      |
| 1967. november 18.   | SU       | 3–0      |
| 1968. október 9.     | UW       | 3–1      |
| 1968. október 26.    | SU       | 2–0      |
| 1968. november 18.   | SU       | 0–0      |
| 1969. október 21.    | SU       | 1–1      |
| 1969. november 15.   | UW       | 3–0      |
| 1970. november 3.    | UW       | 3–1      |
| 1970. november 21.   | SU       | 1–0      |
| 1971. szeptember 23. | SU       | 3–2      |
| 1971. október 23.    | SU       | 3–2      |
| 1972. szeptember 20. | SU       | 11–0     |
| 1972. október 13.    | UW       | 2–0      |
| 1972. október 21.    | UW       | 4–0      |
| 1973. október 10.    | UW       | 5–0      |
| 1973. november 5.    | SU       | 0–0      |
| 1974. október 23.    | SU       | 3–0      |
| 1974. november 22.   | UW       | 6–0      |
| 1975. október 22.    | SU       | 2–1      |
| 1975. november 19.   | UW       | 2–1      |
| 1975. október 27.    | UW       | 4–0      |
| 1976. november 17.   | SU       | 7–0      |
| 1977. október 12.    | UW       | 1–0      |
| 1977. november 16.   | SU       | 4–1      |
| 1978. október 14.    | UW       | 2–2      |
| 1978. október 25.    | SU       | 2–1      |
| 1979. október 10.    | SU       | 2–1      |
| 1979. október 24.    | E        | 3–0      |
| 1980. október 8.     | UW       | 2–0      |
| 1980. október 25.    | SU       | 3–1      |

| Dátum | Helyszín | Eredmény |
| --- | -------- | -------- |
| 1981. szeptember 5. | E        | 4–0      |
| 1981. szeptember 30. | UW       | 9–1      |
| 1981. október 17. | SU       | 1–0      |
| 1982. szeptember 22. | UW       | 3–0      |
| 1982. október 16. | SU       | 2–0      |
| 1983. október 15. | SU       | 6–0      |
| 1983. november 5. | UW       | 3–1      |
| 1984. október 10. | UW       | 5–0      |
| 1984. november 3. | SU       | 6–0      |
| 1985. október 30. | UW       | 6–0      |
| 1986. szeptember 24. | SU       | 8–1      |
| 1987. október 25. | UW       | 8–0      |
| 1988. szeptember 30. | UW       | 4–0      |
| 1996. augusztus 31. | SU       | 1–0      |
| 2001. szeptember 20. | UW       | 3–1      |
| 2009. szeptember 1. | SU       | 1–0      |
| 2010. szeptember 24. | UW       | 2–0      |
| 2011. szeptember 11. | SU       | 0–0      |
| 2012. szeptember 23. | UW       | 2–0      |
| 2013. október 8. | SU       | 2–0      |
| 2013. november 24. | UW       | 4–2      |
| 2014. szeptember 4. | UW       | 4–1      |
| 2015. szeptember 25. | SU       | 2–1      |
| 2016. szeptember 25. | UW       | 2–1      |
| 2017. szeptember 24. | SU       | 2–0      |
| 2017. november 16. | UW       | 3–2      |
| 2018. szeptember 23. | UW       | 2–0      |
| 2019. szeptember 25. | SU       | 3–0      |
| 2021. március 10. | UW       | 4–0      |
| Jelmagyarázat: Washington Huskies-győzelem Seattle Redhawks-győzelem \| UW: Washingtoni Egyetem \| SU: Seattle-i Egyetem \| E: Egyéb helyszín |          |          |

## Nevezetes személyek
- Aaron Heinzen[5]
- Andy Thoma[6]
- Bill May[7]
- Billy Sleeth[8]
- Brandon Prideaux[9]
- Brent Richards[10]
- Bryn Ritchie[11]
- C. J. Klaas[12]
- Chad McCarty[13]
- Chris Eylander[14]
- Craig Waibel[15]
- Cristian Roldan[16]
- Dusty Hudock[17]
- Ellis McLoughlin[18]
- Ely Allen[19]
- George John[20]
- Ian Russell[21]
- James Moberg[22]
- Jaret Townsend[23]
- Jason Boyce[24]
- Jason Farrell[25]
- Joe Franchino[26]
- Josh Heard[27]
- Justin Fiddes[28]
- Justin Schmidt[29]
- Kyle Coffee[30]
- Mason Robertson[31]
- Mike Chabala[32]
- Pete Fewing[33]
- Raphael Cox[34]
- Spencer Richey[35]
- Taylor Peay[36]
- Ty Harden[37]
- Wes Hart[38]
- Zach Kingsley[39]